# Công quốc Gascogne
Công quốc Gascony hay Công quốc Vasconia (tiếng Basque: Baskoniako dukerria; tiếng Occitan: ducat de Gasconha; tiếng Pháp: duché de Gascogne, duché de Vasconie) là một công quốc nằm ở Tây Nam nước Pháp và Đông Bắc Tây Ban Nha ngày nay, một lãnh thổ bao gồm khu vực hiện đại của Gascony. Công quốc Gascony, khi đó được gọi là Wasconia, ban đầu người Frank thiết lập một vùng đệm để kiểm soát xứ Basque. Tuy nhiên, công quốc đã trải qua các thời kỳ khác nhau, từ những năm đầu tiên với yếu tố văn hoá Basque đặc trưng cho đến sự hợp nhất trong liên minh cá nhân với Công quốc Aquitaine cho đến thời kỳ sau đó với tư cách là một quốc gia phụ thuộc của các vị vua Plantagenet của Vương quốc Anh.
Trong Chiến tranh Trăm năm, Charles V của Pháp đã chinh phục hầu hết Gascony vào năm 1380, và dưới thời Charles VII của Pháp, nó được sáp nhập toàn bộ vào Vương quốc Pháp vào năm 1453. Phần tương ứng trong Bán đảo Iberia trở thành Vương quốc Navarre.